# 도솔봉
도솔봉(兜率峰)은 대한민국 충청북도 단양군과 경상북도 영주시에 걸처져 있는 산이다. 표고는 1,314m이다.